# Funeralopolis - A Suburban Portrait
Funeralopolis - A Suburban Portrait è un film documentario del 2017 diretto da Alessandro Redaelli.

## Trama
Vash e Felce suonano insieme, si drogano e condividono tutto. Entrambi trentenni, si sono incontrati grazie alla loro passione per l'esoterismo. La telecamera segue tutti i loro movimenti e mostra senza censura le loro attività.

## Produzione
All'inizio del 2015 Vashish e Felce, intenzionati a realizzare un videoclip per la loro musica, si rivolgono ad Alessandro Redaelli, che invece propone loro di seguirli con la macchina da presa durante la vita di tutti i giorni per realizzare un documentario d'osservazione da portare come tesi di laurea all'accademia del cinema. I ragazzi accettano l'offerta e Redaelli segue la coppia di amici continuativamente per un anno e mezzo tra Milano e la sua periferia.
Alla fine del 2017, dopo decine di ore di girato, il regista insieme ai co-autori Ruggero Melis e Daniele Fagone dà vita a Funeralopolis - A Suburban Portrait, un documentario in bianco e nero che racconta senza filtri o censure la vita quotidiana dei due protagonisti, fatta di musica, discorsi filosofici ed abuso di droghe.

## Distribuzione
Il film è stato presentato per la prima volta il 14 giugno 2017 al Biografilm Festival di Bologna, dove ha partecipato in concorso nella sezione Biografilm Italia. L'anteprima internazionale si è tenuta in Germania durante la sessantesima edizione del DOK Leipzig a Lipsia, dove il lungometraggio ha partecipato in concorso nella sezione Next Masters.